# 樂路克絲 (專輯)
《La Roux》是英國新浪潮電子雙人樂團La Roux（樂路克絲樂團）的出道同名專輯，首先於2009年6月29日在英國由環球唱片旗下所屬之寶麗多唱片發行。同年7月28日由環球唱片集團於加拿大發行後，接著在美國於9月29日由Cherrytree Records發行。 此專輯曾入圍2009年英國水星音樂獎。
本專輯榮獲2011年美國葛萊美音樂獎【最佳電子/舞曲專輯獎】

## 評價
《La Roux》於樂評網站Metacritic共獲得了76/100分，顯示了其中大多數多為正面評價。其中《衛報》樂評家Alexis Petridis評道:「音色十分尖銳，我認為就連多數合成大師也承認其中的貝斯是『Music of the Future』不提也罷的。節奏斷續，有如一連串缺少放克元素的爆裂聲響，對資深音樂愛好者而言想必是難以入耳，除非想像那只是一群四年級生在學校舞池中大跳機械舞罷了。」 然而英國《Clash》雜誌的樂評家Steve Harris卻給予該專輯正面回應:「這張專輯是緬懷八零年代音樂風範的最佳代表」並有言「除了專輯後幾首歌曲外，此專輯絕非濫竽充數，歌曲作法更令人回味無窮。」《新音樂快遞》的Luke Turner緊接著奮筆疾書道:「這位年僅二一歲，來自倫敦西南區的低調女歌手以這張充滿驚喜的專輯，無疑地向當今流行樂壇投下了最具前瞻性且早為世人遺忘的爆炸性音樂。堪稱為本世紀最佳英國專輯之一。」給予該專輯十分高的評價。 Allmusic的Heather Phares也評道:「La Roux刻意經營的獨特美學，讓整張專輯成為他們異中求同的一部分。歌曲創作罕見地脫蛻了鋒利扣殺的外殼，音樂風格首度超越了音樂本質。這種作法讓La Roux不僅位居眾多復興八零年代音樂玩家之列，更使其突出於近十年來的流行音樂界。」網路雜誌《Slant Magazine》樂評家Paul Schrodt評道:「[其音樂]有如冰山美人，又帶有獨特英倫氣質，特意經營且絕非偶然。」基本上持正面態度，但加註「不得不說其絕大部分枯燥乏味的音樂被該團脆弱的音樂性嘗試("Cover My Eyes")所障蔽住了。」 芝加哥網路評論誌《Pitchfork Media》的Joshua Love針對主唱則強調:「La Roux冷感而令人難以抗拒的復古音樂風格很明顯地展現了同為女性領軍之英國樂團Yazoo和Eurhythmics的昔日風采。」相較之下BBC Music的Talia Kraines則有不同看法:「那副尖銳的嗓子說明了一件事，就是這種使人仿若處於緊急狀態的高調音樂絕非輕鬆入耳的音樂，反之，整張專輯僅僅塞滿了一首又一首殺手樂團朗朗上口的歌曲罷了。」 此外，《泰晤士報》的Peter Paphides則認為:「撇開制式化的編曲創作不談，La Roux的音樂確實令人驚歎。獨特的電子琴音是一回事，該團更深入滌蕩琴音，與你腦海中所浮現的Jeremy Clarkson歌迷所說的那種『真正的』樂器音絕無一絲相像之處。」《滾時音樂雜誌》的Rob Sheffield寫道:「有了製作人兼合音師班‧蘭梅德的加持，她以一首首充滿了性與背叛的熱門舞曲橫掃各大英國電台。」並認為其單曲"Bulletproof"確實是本專輯的「至珍瑰寶」。不過在英國《獨立報》的Simon Price的眼中則認為:「大多數La Roux的歌曲聽起來都有一種很詭異的扭曲感，就好像九零年代初期Sega遊戲機Mega Drive裡頭會出現的配樂一樣。」

## 單曲資訊
以下日期、數字與銷售排名皆為英國本島之來源資訊。
- "Quicksand"於2008年12月15日發售，是La Roux的首張單曲。此單曲曾擠進英國單曲排行榜前二百名，最後落到153名。音樂錄影帶由Kinga Burza所執導。此曲後來又於2009年11月23日重新發行，並拿下了排行榜第129名。
- "In for the Kill"是La Roux的第二張單曲，於2009年3月16日發行。這張單曲發行後一舉下英國榜第2名的佳績，音樂錄影帶同樣是由Kinga Burza所執導。該單曲連續四周蟬聯英國榜亞軍，不但是該年（2009年）第五大銷售量單曲，也是英國近十年來第35首冠軍銷售單曲。這首單曲較為人所知的版本是經由Skream混音後的Skream's Let's Get Ravey Mix版。
- "Bulletproof"於2009年6月22日發行，是該專輯第三首單曲。這首單曲是La Roux首度拿下英國榜冠軍的佳作，音樂錄影帶由The Holograms@UFO所執導。"Bulletproof"總計售出80,144碟， 也登上愛爾蘭冠軍榜的第五名。
- "I'm Not Your Toy"是La Roux的第四首發行單曲，於2009年9月28日發行。該曲在英國榜中得到27名的成績。

## 曲目
所有歌曲皆由艾莉‧傑克遜及班‧蘭梅德所作，例外將另行標示。
1. "In for the Kill" – 4:08
2. "Tigerlily" (艾莉‧傑克遜、班‧蘭梅德、戴倫‧拜瑞) – 3:24
3. "Quicksand" – 3:05
4. "Bulletproof" – 3:25
5. "Colourless Colour" (艾莉‧傑克遜、班‧赫斯特) – 3:28
6. "I'm Not Your Toy" – 3:18
7. "Cover My Eyes" – 4:32
8. "As If by Magic" – 3:51
9. "Fascination" – 3:41
10. "Reflections Are Protection" – 4:19
11. "Armour Love" (艾莉‧傑克遜、班‧蘭梅德、戴倫‧拜瑞) – 3:53
12. "Growing Pains" (附贈曲) (艾莉‧傑克遜、班‧赫斯特、傑夫‧派特森) – 3:27

## 市場銷量
專輯發行首周便於英國本土售出62,650碟，是2009年度首張專輯首週銷售量最佳成績。這個記錄最後被Florence and the Machine樂團的首張專輯Lungs打敗，後者共售出63,020碟。 此專輯在英國本土共計售出350,000碟。
| \| 排行榜 (2009) \| 最高名次 \| \| -------------------------- \| -------- \| \| 澳大利亞專輯排行榜 \| 34 \| \| 加拿大專輯排行榜 \| 34 \| \| 荷蘭專輯排行榜 \| 55 \| \| 歐洲百大專輯榜[18] \| 75 \| \| 法國專輯排行榜 \| 115 \| \| 德國專輯排行榜 \| 54 \| \| 愛爾蘭專輯排行榜 \| 7 \| \| 義大利專輯排行榜[19] \| 95 \| \| 紐西蘭專輯排行榜 \| 26 \| \| 英國專輯排行榜 \| 2 \| \| 美國公告牌二百強專輯榜[18] \| 92 \| 1. 2. 3. 4. 5. 6. 7. 8. 9. 10. 11. 12. 13. 14. 15. 16. 17. 18. 19. |          |
| 排行榜 (2009) | 最高名次 |
| 澳大利亞專輯排行榜 | 34       |
| 加拿大專輯排行榜 | 34       |
| 荷蘭專輯排行榜 | 55       |
| 歐洲百大專輯榜 | 75       |
| 法國專輯排行榜 | 115      |
| 德國專輯排行榜 | 54       |
| 愛爾蘭專輯排行榜 | 7        |
| 義大利專輯排行榜 | 95       |
| 紐西蘭專輯排行榜 | 26       |
| 英國專輯排行榜 | 2        |
| 美國公告牌二百強專輯榜 | 92       |